# Stenospermation interruptum
Stenospermation interruptum är en kallaväxtart som beskrevs av Luis Aloysius, Luigi Sodiro. Stenospermation interruptum ingår i släktet Stenospermation och familjen kallaväxter. IUCN kategoriserar arten globalt som otillräckligt studerad.
Artens utbredningsområde är Ecuador. Inga underarter finns listade.